# Escape (álbum de Whodini)
Escape é o segundo álbum de estúdio do grupo americano de hip hop Whodini. O álbum foi gravado no Battery Studios em Londres, onde o grupo trabalhou com o produtor Larry Smith após seu agente não conseguir encontrar um produtor. O membro do Whodini, Jalil Hutchins, convenceu Smith,
seu amigo, a produzir o álbum; Smith aceitou pois precisava do dinheiro por causa da hospitalização de um amigo. Embora o grupo originalmente pretendesse gravar um material mais rock, o álbum acabou tendo influência de rhythm and blues.
O álbum foi um sucesso de crítica e foi bem avaliado pela NME e Robert Christgau. Foi também um sucesso comercial sendo o primeiro álbum de hip-hop a entrar no top 40 da parada americana, e também o primeiro a ser certificado platina pela RIAA.

## Faixas
Todas as canções produzidas pory Larry Smith.
| Lado A |                              |                                      |         |  |
| N.º    | Título                       | Compositor(es)                       | Duração |  |
| 1.     | "Five Minutes of Funk"       | Jalil Hutchins, Ecstacy, Larry Smith | 5:25    |  |
| 2.     | "Freaks Come out at Night"   | Hutchins, Smith                      | 4:45    |  |
| 3.     | "Featuring Grand Master Dee" | Smith                                | 5:45    |  |
| 4.     | "Big Mouth"                  | Hutchins, Smith                      | 2:57    |  |

| Lado B |                           |                                |         |  |
| N.º    | Título                    | Compositor(es)                 | Duração |  |
| 5.     | "Escape (I Need a Break)" | Hutchins, Smith                | 3:40    |  |
| 6.     | "Friends"                 | Hutchins, Smith                | 4:40    |  |
| 7.     | "Out of Control"          | Smith                          | 4:14    |  |
| 8.     | "We Are Whodini"          | Hutchins, Ecstacy, Larry Smith | 7:05    |  |

| Escape |                                                  |                 |         |  |
| N.º    | Título                                           | Compositor(es)  | Duração |  |
| 9.     | "Escape (I Need a Break)" (Special Extended Mix) | Hutchins, Smith | 5:21    |  |
| 10.    | "Escape (I Need a Break)" (A Capella)            | Hutchins, Smith | 1:46    |  |
| 11.    | "Escape (I Need a Break)" (Instrumental)         | Hutchins, Smith | 3:38    |  |
| 12.    | "Five Minutes of Funk" (Instrumental)            | Hutchins, Smith | 5:44    |  |
| 13.    | "Freaks Come Out at Night" (Instrumental)        | Hutchins, Smith | 4:45    |  |
| 14.    | "Friends" (Instrumental)                         | Hutchins, Smith | 4:44    |  |
| 15.    | "Big Mouth" (Beat Box Mix)                       | Hutchins, Smith | 5:05    |  |
| 16.    | "Big Mouth" (A Capella Mix)                      | Hutchins, Smith | 2:56    |  |
| 17.    | "Grandmaster Dee's Haunted Scratch"              | Hutchins, Smith | 3:32    |  |

## Paradas e certificações
| Parada (1985)                  | Pico |
| ------------------------------ | ---- |
| Estados Unidos (Billboard 200) | 35   |

## Músicos
Créditos adaptados da capa e d contracapa do álbum Escape.
- Larry Smith – Produtor
- Nigel Green – Engenheiro
- Ian Hooton – Fotografia da capa
- The Fish Family – Design